# Xunqueira de Espadanedo
Xunqueira de Espadanedo là một đô thị trong tỉnh Ourense, thuộc vùng Galicia ở tây bắc Tây Ban Nha. Diện tích là 27,65 km2. Dân số năm 2006 là 1017 người.

## Biến động dân số
| Biến động dân số của Xunqueira de Espadanedo - giai đoạn 1900 và 2004 -                                                              |       |       |       |       |
| 1900 | 1930  | 1950  | 1981  | 2004  |
| 1.900 | 1.891 | 1.829 | 1.489 | 1.033 |
| Fuentes: INE e IGE (Los criterios de registro censal variaron entre 1900 y 2004, y los datos del INE y del IGE pueden no coincidir.) |       |       |       |       |